# Portret malarza Wacława Koniuszki (pastel Leona Wyczółkowskiego)
Portret malarza Wacława Koniuszki – pastel na papierze namalowany przez polskiego malarza Leona Wyczółkowskiego w 1896, znajdujący się w zbiorach Muzeum Narodowego w Warszawie.

## Opis
Pastel ukazuje przyjaciela Wyczółkowskiego malarza Wacława Koniuszkę z paletą i pędzlem w lewej dłoni. Prawa dłoń Koniuszki ułożona jest do trzymania pędzla jednak jest pusta (ledwie zauważalna jest ciemniejsza smuga, która znajduje się w miejscu pędzla). Nie jest też widoczny obraz, nad którym pracuje artysta – być może znajduje się poza kadrem kompozycji lub, podobnie jak pędzel, nie istnieje. Przygnębiona i zmęczona twarz malarza wyraża jego zły stan psychiczny gdyż pod koniec życia cierpiał na chorobę psychiczną i częściowy paraliż. Na nowo uczył się malarstwa pod okiem Wyczółkowskiego, lecz rezultaty te były bardzo skromne. Pastel symbolizuje niemoc twórczą i bezradność człowieka dotkniętego skutkami paraliżu, który pozbawił malarza tak potrzebnych umiejętności manualnych. Brak pędzla w ręku ukazuje twórczą bezradność.